# Česko Slovensko má talent (2. řada)
Druhá řada Česko Slovensko má talent se začala vysílat 4. září 2011 a skončila 27. listopadu 2011. Změny oproti první řadě byly v počtu postupujících soutěžících z Velkého třesku. Počet se snížil z 59 na 27 soutěžících. Vítězem se stal Atai Omurzakov, který si odnesl stejnou cenu jako v řadě první, tedy 100 tisíc euro a angažmá v Las Vegas. Jakub Prachař a Martin Rausch se vrátili na pozici moderátorů a do poroty zasedli Jaro Slávik, Lucie Bílá a Martin Dejdar, který nahradil Jana Krause.

## Castingy
| Datum           | Město      | Stát      | Místo                      |
| --------------- | ---------- | --------- | -------------------------- |
| 1. května 2011  | Praha      | Česko     | Hotel Corinthia Tower      |
| 7. května 2011  | Brno       | Česko     | Brněnské výstaviště        |
| 15. května 2011 | Košice     | Slovensko | Hotel Doubletree by Hilton |
| 21. května 2011 | Bratislava | Slovensko | Radisson Blu Carlton Hotel |
| 28. května 2011 | Ostrava    | Česko     | Hotel Imperial             |

| Datum                                     | Město | Stát  | Místo            |
| ----------------------------------------- | ----- | ----- | ---------------- |
| 5.-8. července 2011 10.-13. července 2011 | Brno  | Česko | Mahenovo divadlo |

## Semifinále
Soutěžící jsou seřazeni podle pořadí vystupování v jednotlivých dílech. Celkem byla 3 semifinálová kola po 9 soutěžících, z Velkého třesku tedy postoupilo 27 soutěžících. Do finále postoupili vždy tři (dva byli zvoleni SMS hlasováním a jeden porotou, která rozhodovala mezi soutěžícími na 3. a 4. místě v SMS hlasování).
| Legenda | Červený bzučák | Hlas porotce | Vítěz hlasování diváků | 2. vítěz hlasování diváků | Vítěz hlasování poroty |

### Semifinále 1 (6. listopadu)
V rámci večera vystoupil rapper Rytmus s taneční skupinou The Pastels z předchozího ročníku.
| Pořadí | Výsledek             | Soutěžící           | Žánr/Talent | Stát      | Rozhodnutí porotců | Rozhodnutí porotců | Rozhodnutí porotců |
| Pořadí | Výsledek             | Soutěžící           | Žánr/Talent | Stát      | Dejdar             | Bílá               | Slávik             |
| ------ | -------------------- | ------------------- | ----------- | --------- | ------------------ | ------------------ | ------------------ |
| 1      | —                    | Amanitas            | Fireshow    | Česko     |                    |                    |                    |
| 2      | Top 4 (porota pro)   | Adéla Ferencová     | Zpěv        | Česko     |                    |                    |                    |
| 3      | —                    | Jaroslav Hueber     | Tanec       | Česko     |                    |                    |                    |
| 4      | 2. místo             | La Gioia            | Operní trio | Slovensko |                    |                    |                    |
| 5      | —                    | Karel a Karel       | Komici      | Česko     |                    |                    |                    |
| 6      | Top 4 (porota proti) | Jiří Harnach        | Skladatel   | Česko     |                    |                    |                    |
| 7      | —                    | RDS Company         | Tanec       | Slovensko |                    |                    |                    |
| 8      | —                    | Monika Stanislavová | Zpěv        | Slovensko |                    |                    |                    |
| 9      | 1. místo             | Stevie Starr        | Polykač     | Skotsko   |                    |                    |                    |

### Semifinále 2 (13. listopadu)
V druhém semifinále vystoupili Shaggy a Dara Rolins.
| Pořadí | Výsledek             | Soutěžící        | Žánr/Talent       | Stát          | Rozhodnutí porotců | Rozhodnutí porotců | Rozhodnutí porotců |
| Pořadí | Výsledek             | Soutěžící        | Žánr/Talent       | Stát          | Dejdar             | Bílá               | Slávik             |
| ------ | -------------------- | ---------------- | ----------------- | ------------- | ------------------ | ------------------ | ------------------ |
| 1      | —                    | Andrea Gabrišová | Zpěv              | Slovensko     |                    |                    |                    |
| 2      | Top 4 (porota proti) | Vertigo          | Vzdušná akrobacie | Slovensko     |                    |                    |                    |
| 3      | —                    | David a Milan    | Tanec             | Česko         |                    |                    |                    |
| 4      | 2. místo             | Tomáš Buranovský | Zpěv              | Slovensko     |                    |                    |                    |
| 5      | —                    | Respect Us       | Tanec             | Česko         |                    |                    |                    |
| 6      | —                    | Elements         | Fireshow a tanec  | Česko         |                    |                    |                    |
| 7      | Top 4 (porota pro)   | Diana Kalashová  | Zpěv              | Česko/Arménie |                    |                    |                    |
| 8      | 1. místo             | Segment          | Zpěv (Rock)       | Česko         |                    |                    |                    |
| 9      | —                    | Ryan Hayashi     | Samuraj           | Japonsko      |                    |                    |                    |

### Semifinále 3 (20. listopadu)
V rámci večera vystoupil Richard Nedvěd, finalista prvního ročníku. V posledním semifinálovém kole se porota rozhodla, že do finále postoupí celkem čtyři soutěžící.
| Pořadí | Výsledek             | Soutěžící                | Žánr/Talent       | Stát            | Rozhodnutí porotců | Rozhodnutí porotců | Rozhodnutí porotců |
| Pořadí | Výsledek             | Soutěžící                | Žánr/Talent       | Stát            | Dejdar             | Bílá               | Slávik             |
| ------ | -------------------- | ------------------------ | ----------------- | --------------- | ------------------ | ------------------ | ------------------ |
| 1      | Top 5 (porota pro)   | Ladylicious              | Tanec             | Slovensko       |                    |                    |                    |
| 2      | Top 5 (porota proti) | Albertíkova báječná show | Komik             | Česko           |                    |                    |                    |
| 3      | —                    | Pavel Callta             | Zpěv              | Česko           |                    |                    |                    |
| 4      | Top 5 (volba poroty) | Strýc a synovec Jo-Joo   | Vzdušná akrobacie | Česko           |                    |                    |                    |
| 5      | —                    | Moussa Ali               | Zpěv              | Česko/Egypt     |                    |                    |                    |
| 6      | —                    | Uncles and Papas         | Zpěv              | Česko/Slovensko |                    |                    |                    |
| 7      | 1. místo             | Atai Omurzakov           | Tanec             | Kyrgyzstán      |                    |                    |                    |
| 8      | —                    | Tomáš Valacsay a syn     | Mentalisti        | Slovensko       |                    |                    |                    |
| 9      | 2. místo             | Eva Burešová             | Zpěv              | Česko           |                    |                    |                    |

## Finále (27. listopadu)
Finále proběhlo 27. listopadu 2011 a vítězem se stal kyrgyzský tanečník Atai Omurzakov. Ve finále vystoupili Karel Gott a Lucie Bílá s duetem „Co sudičky přály nám.“
| Pořadí | Umístění | Jméno                  | Žánr/Talent       | Země          |
| ------ | -------- | ---------------------- | ----------------- | ------------- |
| 1      | —        | Stevie Starr           | Polykač           | Skotsko       |
| 2      | —        | Ladylicious            | Tanec             | Slovensko     |
| 3      | —        | Diana Kalashová        | Zpěv              | Česko/Arménie |
| 4      | 2. místo | Strýc a synovec Jo-Joo | Vzdušná akrobacie | Česko         |
| 5      | —        | Tomáš Buranovský       | Zpěv              | Slovensko     |
| 6      | —        | Eva Burešová           | Zpěv              | Česko         |
| 7      | 3. místo | La Gioia               | Operní trio       | Slovensko     |
| 8      | —        | Segment                | Zpěv (Rock)       | Česko         |
| 9      | —        | Adéla Ferencová        | Zpěv              | Česko         |
| 10     | 1. místo | Atai Omurzakov         | Tanec             | Kyrgyzstán    |

## Sledovanost
| #  | Epizoda                   | Datum premiéry     | Sledovanost Česko (15+) | Sledovanost Slovensko (12+) |
| -- | ------------------------- | ------------------ | ----------------------- | --------------------------- |
| 1  | Castingy 1                | 4. září 2011       | 733 000                 | 602 000                     |
| 2  | Castingy 2                | 11. září 2011      | 1 016 000               | 612 000                     |
| 3  | Castingy 3                | 18. září 2011      | 1 089 000               | 822 000                     |
| 4  | Castingy 4                | 25. září 2011      | 1 127 000               | 853 000                     |
| 5  | Castingy 5                | 2. října 2011      | 1 396 000               | 865 000                     |
| 6  | Castingy 6                | 9. října 2011      | 1 275 000               | 900 000                     |
| 7  | Castingy 7                | 16. října 2011     | 1 415 000               | 978 000                     |
| 8  | Castingy 8                | 23. října 2011     | 1 344 000               | 864 000                     |
| 9  | Velký třesk               | 30. října 2011     | 1 326 000               | 835 000                     |
| 10 | Semifinále 1              | 6. listopadu 2011  | 1 041 000               | 861 000                     |
| 11 | Semifinále 1 – rozhodnutí | 6. listopadu 2011  | 736 000                 | 533 000                     |
| 12 | Semifinále 2              | 13. listopadu 2011 | 1 145 000               | 826 000                     |
| 13 | Semifinále 2 – rozhodnutí | 13. listopadu 2011 | 698 000                 | 508 000                     |
| 14 | Semifinále 3              | 20. listopadu 2011 | 1 237 000               | 825 000                     |
| 15 | Semifinále 3 – rozhodnutí | 20. listopadu 2011 | 898 000                 | 588 000                     |
| 16 | Finále                    | 27. listopadu 2011 | 1 287 000               | 906 000                     |
| 17 | Finále – rozhodnutí       | 27. listopadu 2011 | 1 158 000               | 499 000 (12-54)             |